# Edna Child
Edna Child   (West Ham, 10 d'octubre de 1922 - 20 de maig de 2023), posteriorment coneguda amb el nom de casada Tinegate, és una saltadora anglesa, ja retirada, que va competir durant les dècades de 1930 i 1950.
El 1948 va prendre part en els Jocs Olímpics d'Estiu de Londres, on fou onzena en la prova de trampolí de 3 metres del programa de salts.
En el seu palmarès destaca una medalla de bronze al Campionat d'Europa de natació de 1938, rere Betty Slade i Gerda Daumerlang. i dues medalles d'or als Jocs de l'Imperi Britànic de 1950.